# ادمونتونیا

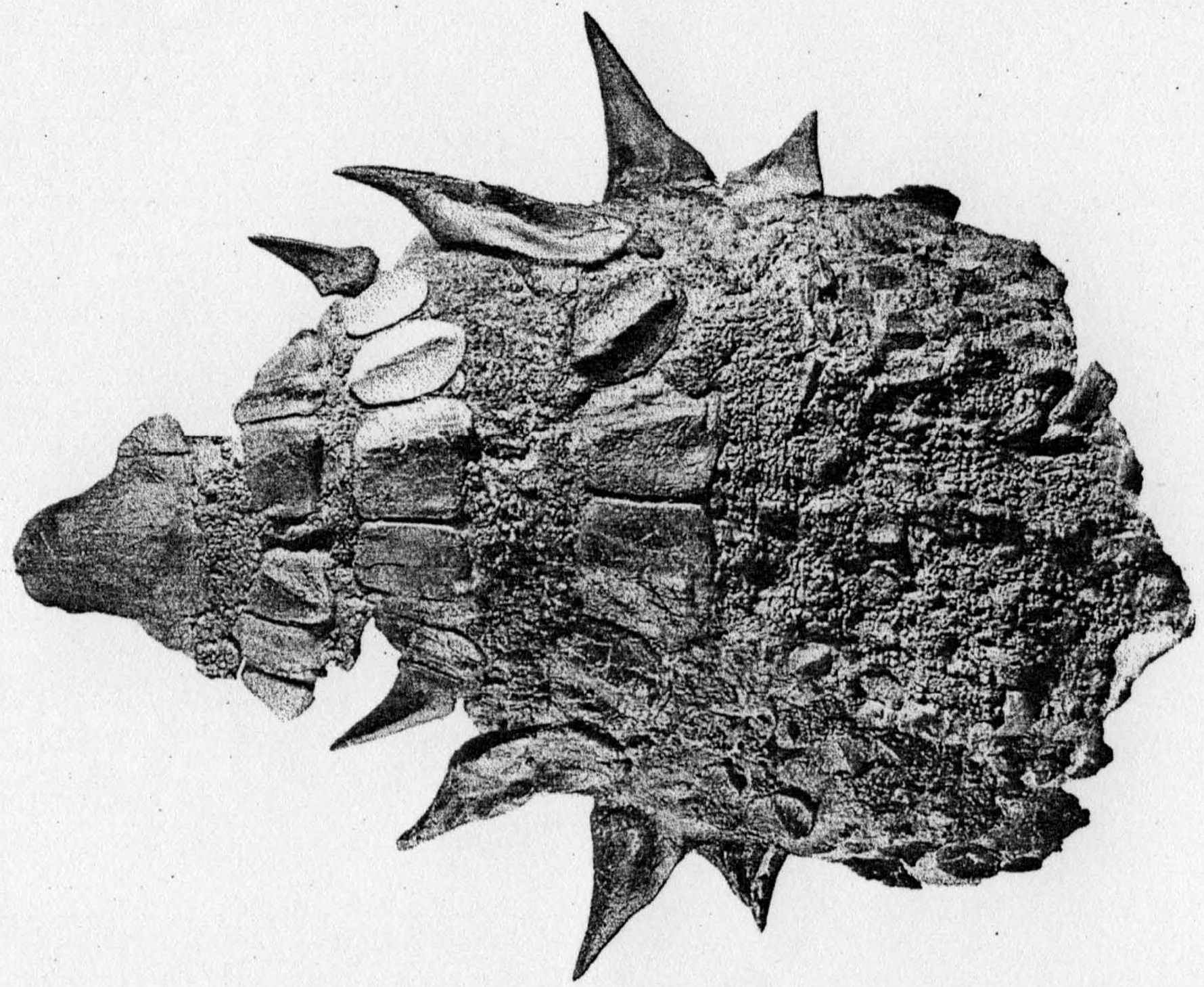
زره ادمونتونیا

ادمونتونیا یک دایناسور زره‌دار از خانواده دکمه‌سوسماران بوده، که در دوره کرتاسه پسین زیست می‌کرد. این جانور پس از اینکه در یک واحد سنگ در ادمونتون کانادا کشف شد ادمونتونیا نامیده شد. سنگواره ادمونتونیا هرگز در آلبرتا کانادا پیدا نشد.

## توصیف
ادمونتونیا بدنی بسیار بزرگ و تانک مانندی داشته‌است و همچنین بسیار زبر و خشن با طول ۶.۶ متر و ارتفاع ۲ متر بوده‌است.تعداد زیادی صفحه کوچک روی پشت و سرش وجود داشت و تعداد زیادی میخ و زائده تیز در اطراف بدن و دمش وجود داشته.چهار میخ بزرگ در دوطرف شانه‌هایش در قسمت جلوی بدن نیز وجود داشت.در بعضی نمونه‌ها دو میخ جدا نیز در زیر ستون فقرات بوده‌است.سرش را وقتی از بالا نگاه شود شبیه گلابی است.این موجود در سال ۱۹۲۴ توسط جورج پترسون کشف شد اما تا سال ۱۹۲۸ که توسط استنبرگ نام‌گذاری شد٬نام گذاری نشده بود.

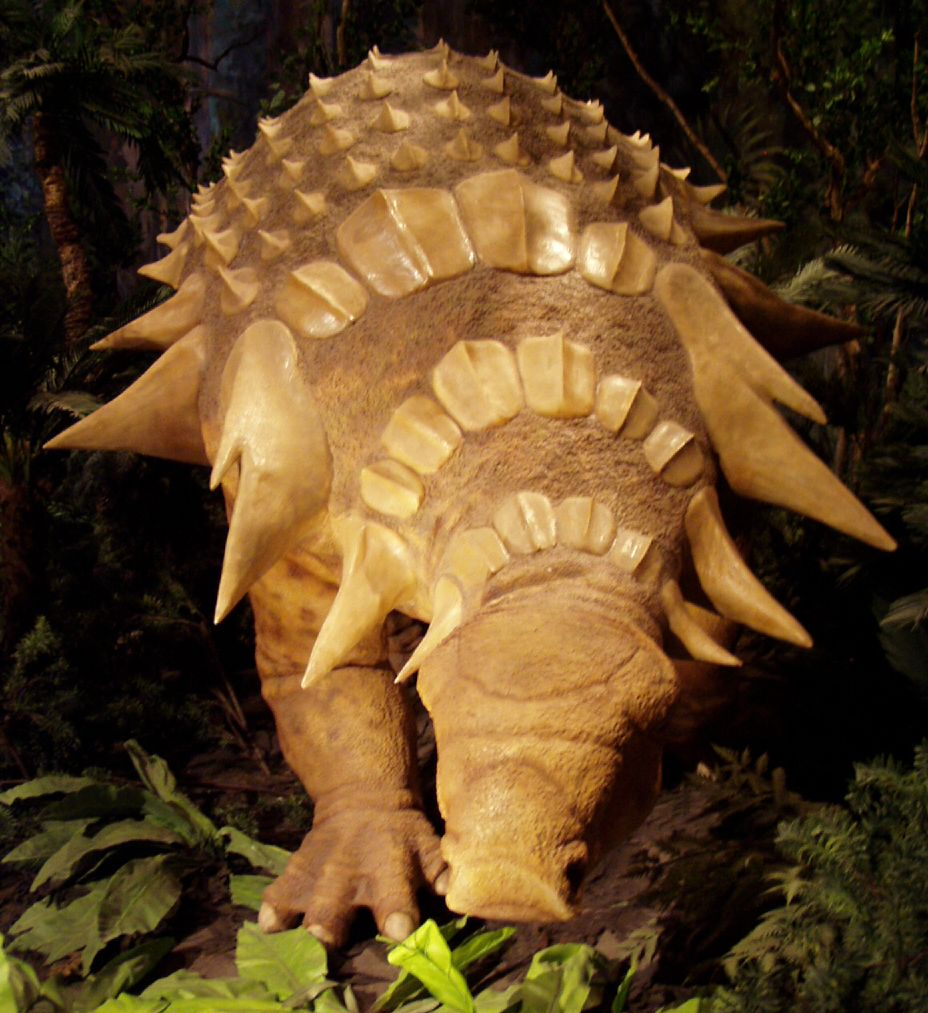
مدلی از ادمونتونیا

میخ‌های بزرگ احتمالاً بین جنس نر برای جنگیدن با هم بر سر قلمرو یا جفت یابی بوده‌است. همچنین این میخ‌ها برای ترساندن حریف یا حیوانات درنده، حفاظت یا دفاع از خود نیز مفید بوده‌است.روش دفاع از خود در برابر درندگان به این صورت بوده که ممکن است یک ادمونتونیا برای حفاظت از ناحیه زیرین بدنش که احتمالاً پوست ضخیمی نداشته و آسیب پذیر بوده، خود را بر روی زمین جمع می‌کرده.
حلقه‌های چوب فسیل شده درختان هم‌زمان با دوره زندگی این جانور مدرک قوی در اثبات تغییرات فصلی در مورد بارش و درجه حرارت است.این قضیه ممکن است توضیح دهنده این مطلب باشد که چرا نمونه‌های زیادی که پوستی زره‌دار با میخ‌هایی در برخی نقاط بدنشان در هنگام زندگیشان داشته‌اند، یافت شده‌است. ادمونتونیا ممکن است بر اثر خشکسالی مرده و جسدش خشک شده و به سرعت بر اثر باران‌های فصلی در میان گل و لای مدفون شده باشد.